# Antoine Laurent Bayle
Pour les articles homonymes, voir Bayle.
Antoine Laurent Jessé Bayle, né le 13 janvier 1799 au Vernet (Basses-Alpes) et mort le 7 mars 1858 à Paris, est un médecin et aliéniste français. Il était le neveu de Gaspard Laurent Bayle et est resté célèbre pour avoir le premier décrit en 1822 la paralysie générale (ou neurosyphilis). Cette découverte aura une importance majeure dans l'évolution de la psychiatrie vers les thèses organogénétiques de la maladie mentale, toutefois Bayle n'a pas soupçonné le rôle de la syphilis dans l'apparition de cette pathologie d'allure psychiatrique.
Professeur agrégé et sous-bibliothécaire de la Faculté de médecine de Paris, il fonda en 1824 la Revue médicale et publia lui-même quelques ouvrages estimés au XIXe siècle, sur les maladies mentales, l'anatomie et la pathologie médicale entre autres la Bibliothèque de thérapeutique, 1828-1837, 4 volumes in-8o. Il fut directeur de l'Encyclopédie des Sciences médicales.

## Distinctions
- Chevalier de la Légion d'honneur (1841)

## Publications (sélection)
- Traité élémentaire d'anatomie, ou, Description succincte des organes et des éléments organiques qui composent le corps humain.
- Traité des maladies du cerveau et de ses membranes ; maladies mentales, 1826